# Budova Státní odborné školy koželužské v Hradci Králové

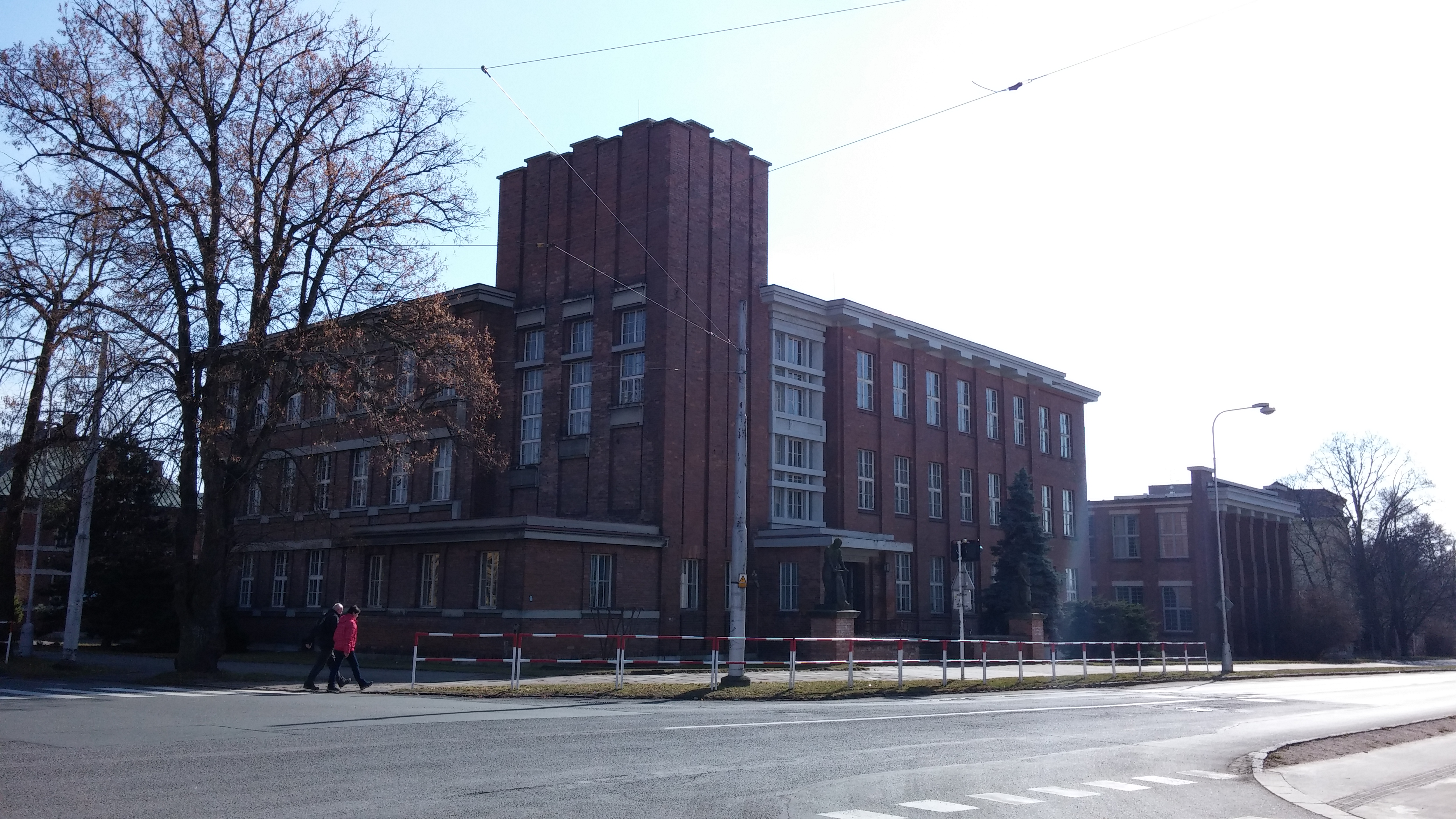
Státní odborná škola koželužská - pohled na nároží

Budova Státní odborné školy koželužské v Hradci Králové se nachází na rohu ulic Hradecké a Brněnské v Hradci Králové. Jedná se o objekt v němž v současné době sídlí Střední průmyslová škola Hradec Králové (součástí SPŠ, SOŠ a SOU Hradec Králové). Tomuto institutu předcházelo soukromé učiliště koželužské vzniklé na konci 19. století, ale po krátké době zaniklo pro nedostatečnou finanční podporu. Obnovy se dočkalo po první světové válce. V roce 1924 byla postavena budova Státní průmyslové školy koželužské.
Původní budova se skládá ze 3 částí. Vlastní budova školy, vila ředitele (dnes vedení školy) a cvičná koželužna (dílny). Později byla ve třech etapách provedeno rozšíření komplexu následované ještě doplněním o nové dílny. Autorem stavby je Josef Gočár. Stavba je zástupcem z období Gočárovy tvorby, během kterého došlo k přerodu z dekorativismu k funkcionalismu. Na stavbě je patrné, že autor hledá vyváženost slohu ve kterém tvoří a uklidňuje přebujelost dekorativistických fasád. Je to mezistupeň vedoucí k jednoduchosti funkcionalistických linií, ke kterým má však tento exemplář ještě daleko. Pro budovu je charakteristické režné zdivo, ke kterému autora táhla jednak blízkost k Janu Kotěrovi, (který byl velkým propagátorem režného zdiva) jehož byl studentem, stejně jako okouzlení architekturou Holandska a v neposlední řadě také inspirace stavbami starého Hradce Králové.

## Umístění
Budova leží asi tři sta metrů od historického jádra města, směrem na městskou část Třebeš, na rohu Hradecké a Brněnské ulice, naproti vědecké knihovně, na levém břehu řeky Orlice. Umístění budovy souvisí s okolnostmi doby jejího vzniku. Budova je vzdálena od historického centra, protože byla vystavěna až po zbourání městských hradeb. Její umístění nebylo náhodné, stojí v místě bývalého dobytčího tržiště u Moravského mostu. V blízkosti dříve také stála jatka, z kterých bylo možné odebírat kůže. Dnes na místě bývalých jatek stojí hasičský záchranný sbor Královéhradeckého kraje.

## Historie

### Vznik
Na konci 50. let 19. století vybízel kuklenský lékař a národohospodář doktor František Cyril Kampelík ke zřízení průmyslové školy v Hradci Králové. Školství Hradce Králové bylo orientováno humanitním směrem, průmyslové obory zde chyběly. V Hradci Králové byl ustanoven Sbor pro zřízení a vydržování české školy koželužské. Sbor usiloval o zřízení odborného koželužského učiliště, protože bylo nutné vychovávat odborníky v oblasti koželužského průmyslu. Škola tohoto typu se nacházela nejblíže ve Vídni – zde bylo zřízeno koželužské oddělení při průmyslové škole, které ale nebylo dostatečně vybaveno. Sbor využil peněz z dobrovolných sbírek a za 20 000 zlatých zřídil roku 1897 v Hradci Králové soukromé učiliště koželužské. Tehdy ho vedl inženýr Jettmar. Výuka probíhala pouze v občasných kurzech a praktický výcvik žáci absolvovali v místních továrnách. Toto učiliště bohužel po čtyřech letech svého působení zaniklo, protože nebylo finančně podporováno veřejnými zdroji.
Počátkem 20. století probíhaly snahy zřídit koželužské kurzy při pražském technologickém muzeu nebo při pražské státní průmyslové škole. K jejich uskutečnění nedošlo. I starosta Hradce Králové František Ulrich usiloval o opětovné zavedení koželužských kurzů v Hradci Králové při městském průmyslovém muzeu. K uskutečnění ale nedošlo pro nedostatek peněžních prostředků i odborných pracovníků.
V období po první světové válce došlo k rychlému vzestupu koželužské výroby, ve snaze kompenzovat vyčerpání tohoto odvětví válkou. Byla zřízena celostátní organizace koželužského průmyslu. Tento rozvoj koželužského průmyslu ještě více poukazoval na nutnost výchovy řádně technicky vzdělaných pracovníků, také na potřebu laboratoří a vědeckého zázemí pro výzkum metod, které by nahradily staré empirické vzorce, které nebyly vždy spolehlivé. Volání po zřízení tohoto typu školy přicházelo také z řad průmyslníků z nedalekých továren, například: Koželužna v Kuklenách, Březhradu, Jaroměři, Třebechovicích pod Orebem, Žamberku, Sezemicích, Novém Městě nad Metují, Týništi nad Orlicí, Kostelci nad Orlicí, Plotišti nad Labem a Solnici. Nově zřízená organizace koželužského průmyslu si proto vytyčila cíl co nejdříve zřídit odbornou školu koželužskou.  K jejímu vzniku dopomohlo také město Hradec Králové pod vedením starosty Františka Ulricha , který věděl, jaký význam by pro tento kraj mělo umístění koželužské školy v Hradci Králové. František Ulrich se spolu s městskou radou dohodl na věnování potřebného pozemku pro výstavbu školy. Sekce průmyslu koželužského se zavázala vystavět budovy školy včetně dílen a požadovala po ministerstvu školství a národní osvěty, aby zafinancovalo strojní zařízení a vnitřní vybavení školy. Ministerstvo školství a národní osvěty tento návrh přijalo a do rozpočtu na rok 1923 zařadilo příslušnou položku. Náklady na celé vybudování byly odhadnuty na 7 000 000 Kč (návrh podán dne 22. března 1922). Do konce roku 1922 byly vykonány přípravné práce a po schválení rozpočtu na rok 1923 Národním shromážděním, kde byla uvedena zmiňovaná položka ministerstva školství a národní osvěty, byla v květnu téhož roku započata stavba podle návrhu architekta Josefa Gočára. Na začátku srpna příštího roku byla stavba dokončena a 31. srpna 1924 slavnostně předána školským úřadům s věnováním, aby budova školy, postavená na náklady Sekce průmyslu koželužského při Ústředním svazu průmyslníků v Praze v letech 1923-1924, trvale sloužila rozvoji a povznesení koželužského průmyslu odbornou výchovou dorostu.

### Stavebně historický vývoj
Podle návrhu doktora Františka Ulricha věnovalo město Hradec Králové rozhodnutím zastupitelstva ze dne 6. prosince 1921 potřebný pozemek pro budovu školy (parcela č. k. 230/6) a zavázalo se provést ve škole na své náklady instalaci elektrického vedení. Pozemek školy se nachází na levém břehu řeky Orlice.
Stavba budovy začala 21. května 1923 podle návrhu významného českého architekta Josefa Gočára a byla dokončena 31. srpna 1924. Jednalo se o komplex tří budov. Největší byla budova vlastní školy, dále cvičná koželužna s halovým prostorem s kotelnou a obytný dům ředitele a dvou dílovedoucích (školní vila).      

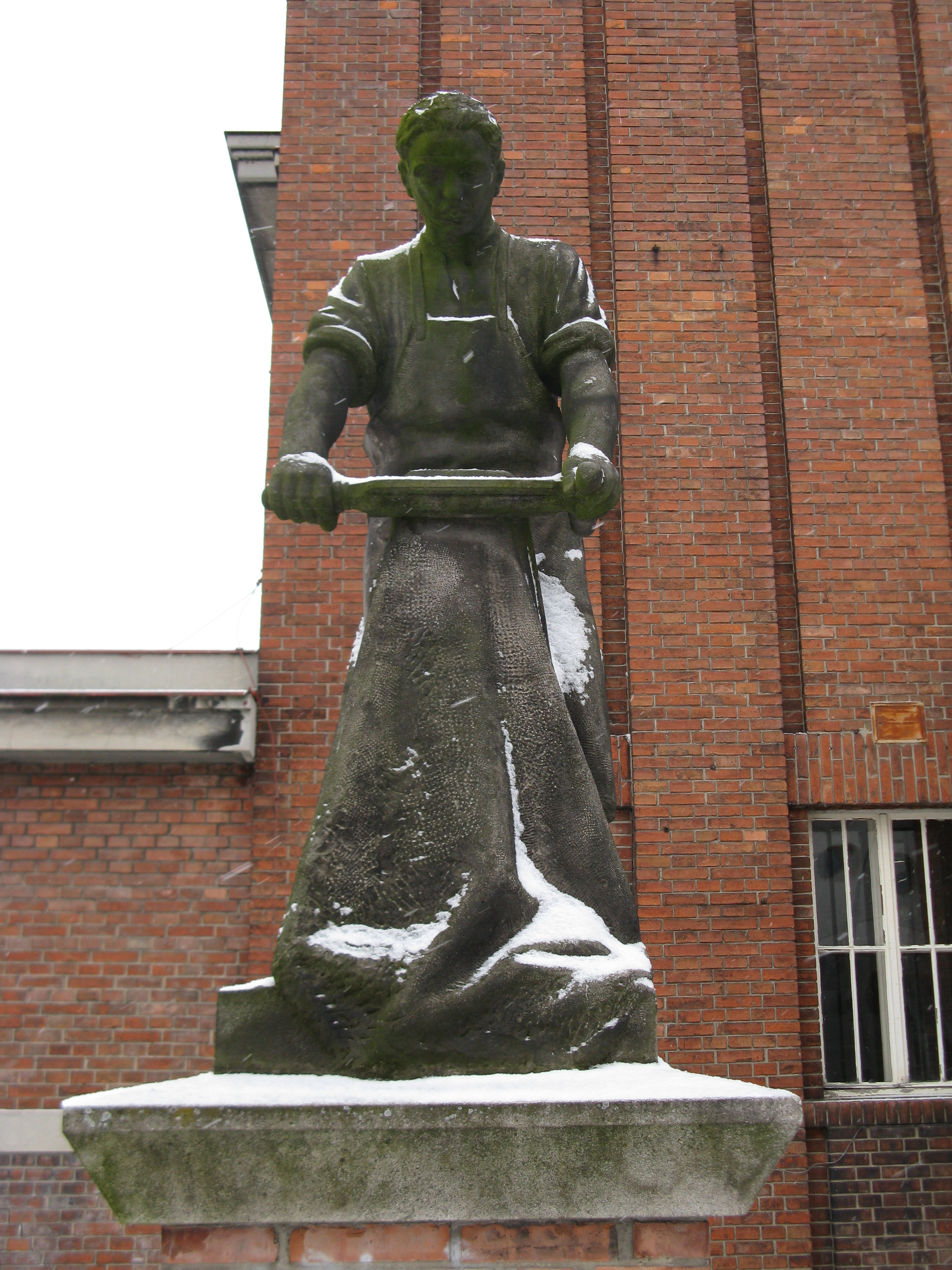
socha koželuha

V roce 1930 vytvořil hradecký sochař Josef Škoda dvě pískovcové sochy, které byly umístěny při vchodu do budovy školy a nacházejí se zde dodnes. Jedna ze soch znázorňuje koželuha a druhá jircháře. Josef Gočár původně o sochách neuvažoval a ve výkresech neměl zakreslené ani podstavce. I tak byly nakonec podstavce vyzděny, ale v den slavnostního otevření školy zely prázdnotou. Teprve po šesti letech zhotovil Josef Škoda sochy koželuha a jircháře, které zdobí původní hlavní vstup do školy.       
V červenci 1947 vypracoval architekt Jaroslav Hájek plán na stavbu provizorního skladiště třísla ve dvoře školy. Jednalo se o dřevěnou stavbu o rozměrech 12x6 m.  

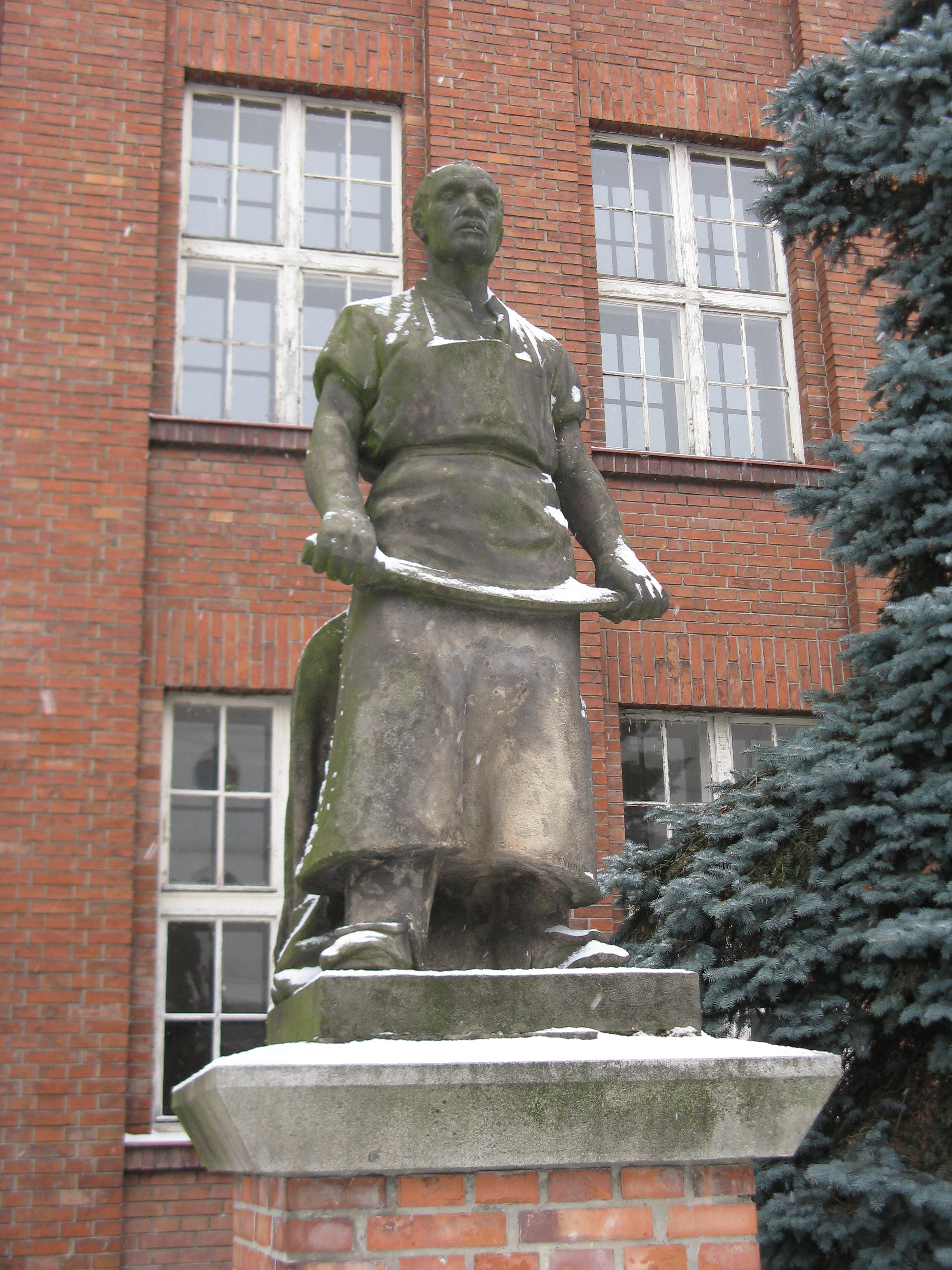
socha jirchaře

V 70. letech byla postupně provedena rekonstrukce systému ústředního topení a rozvodů vody. Díky tomu mohlo dojít k likvidaci staré kotelny.
V roce 1975 vypracoval architekt Karel Schmied starší z královéhradeckého podniku Stavoprojekt studii na dostavbu školy, kterou rozdělil do tří etap. V první etapě byly zřízeny dvě laboratoře pro technologická a strojnická měření, respirium a také proběhla rekonstrukce školní vily. Byla též vybudována školní tělocvična, přilehlé prostory pro odbornou výuku a dílenské sklady, to vše za pomoci studentů a vyučujících. Žáci a pedagogové odpracovali celkem 87 tisíc brigádnických hodin (v rámci akce Z). Celé akci pomáhaly patronátní podniky a místní vojenský útvar. Byly též využity sklepní prostory v původní budově, kde byla umístěna laboratoř automatizace. Dále byly z hlavní budovy přesunuty do zrekonstruované školní vily kanceláře, sborovny, zasedací místnosti a ředitelství školy. Tím škola získala v původní budově další dvě učebny. K propojení školní vily s hlavní budovou byl vystavěn spojovací objekt s novými šatnami. To hodně změnilo vnější podobu školy a možná i poškodilo celkový koncept stavby. Tato etapa byla dokončena v roce 1979.  
Ve druhé etapě byl vybudován objekt pro mimoškolní činnost žáků, spojující chodby a byly provedeny terénní úpravy. Vše bylo dokončeno roku 1981. Třetí etapa začala na jaře 1981. Jednalo se o výstavbu pavilonu laboratoří a rýsoven, která byla dokončena v roce 1984.
Výstavba nových školních dílen byla započata v roce 1988 (opět v rámci akce Z). Dílny byly zkolaudovány 30. října 1992. Realizaci prováděl Průmstav Pardubice. Dílny měly plochu 2 000 metrů čtverečních a připomínaly malý závod. Na terénní úpravy město uvolnilo 1 milion korun. Začátkem roku 1993 byla postavena gymnastická hala a hřiště.  

## Architektonické řešení
Budova vznikala v době kdy autor začal opouštět od přebujelé dekorativistické zdobnosti a směřuje k klidnějším formám funkcionalismu, v zahraničí též označovaného internacionál style (mezinárodní styl).
Komplex je rozdělen do tří budov: Budova vlastní školy, dílny a cvičná koželužna s kotelnou, obytný dům ředitele.
Vlastní budova školy: má tvar písmena „L“, má suterén a tři nadzemní podlaží. Z ní se na rohu Hradecké a Brněnské ulice tyčí věž s atikovým cimbuřím, která je dominantou celého komplexu a v jejích vrchních podlažích byl umístěn vodní rezervoár (o objemu 10 m³), současné době využíván jako sklad. Do těchto prostor vede točité schodiště. Směrem do Brněnské ulice je k ní přidružen byt pro školníka, ve kterém se dnes nachází jedna z učeben školy. Všechny její části jsou zastřešeny plochou střechou.
Budova dílen: má dvě nadzemní podlaží. Je to budova halového typu s řadou nosných pilířů uprostřed, která je rovněž zastřešena plochou střechou.
Školní vila: (dnes prostor sekretariátu ředitelství) má dvě nadzemní podlaží a podkroví. Směrem do školního dvora vybíhá rizalit, ve kterém je umístěno schodiště. Celá budova je zastřešena valbovou střechou, jež měla původně skládanou krytinou. Směrem do Brněnské ulice je v první patře umístěn arkýř. Dominantní plochu fasády tvoří režné zdivo doplněno čtyřmi bílými římsami korunní, dvěma patrovými a jednou nadokenní a soklem.
Průčelí: Vstup do budovy školy býval vedle nárožní věže směrem na jih ztvárněn portálem se zádveřím taktéž z režného zdiva s bílou plochou střechou, ustupující z průčelí dovnitř. V něm jsou umístěny dvoukřídlé dřevěné dveře. A nad ním je, velmi výrazně, v bílé barvě, plasticky ztvárněn vertikální pruh tvořený meziokenními pilířky převazovanými nadokenními a podokenními římsami a dvěma menšími římsami vždy ve středu podlaží. Tento prvek je asi nejdekorativnější částí celého objektu a ukazuje že Josef Gočár ač přistupující opět modernějším formám, se ve své tvorbě určité zdobnosti a dynamiky průčelí, nedokáže ještě zcela vzdát.
Severní průčelí budovy je jako všechny z režného zdiva s bílým soklem a dává dojem převládající horizontality neb je vodorovně členěno bílými římsami a u horního okraje zakončeno robustní korunní římsou podporovanou konzolkami v barvě římsy. Na oknech do brněnské ulice jsou, plasticky vystupujícími cihlami, ztvárněny šambrány. Na nárožní věži můžeme pozorovat lizény, směrem do Brněnské ulice přerušeny kaskádou okenních otvorů kopírující schodiště v interiéru. Na západní fasádě hlavní školní budovy pak mezi pravidelnou sítí oken vidíme svislé členění lizénami. Taktéž jsou lizény pozorovatelné na spojovacím objektu mezi cvičnou koželužnou a hlavní budovou školy, zde jsou však lizény ještě převázány podokenními římsami. V obdélnících vznikajících vertikálně mezi okny jsou plasticky vystupující obdélníky v barvě zdiva.
Západní a východní průčelí budovy dílen jsou svisle členěny polosloupy,možná lépe polopilíři (sloupy/pilíře vystupující z hmoty zdiva jen částešně, polovinou) z režného zdiva nesoucími bílou hlavní římsu. Toto vertikální členění má trochu klasicizující nádech. Dále je na těchto průčelích pravidelná síť oken s bílými rámy. Suprafenestra těchto oken je tvořena pouze bíle zvýrazněným překladem. Obdobně vypadá i jižní průčelí dílen avšak vertikální členění mezi okny je provedeno formou lizén. Dominantní plochu fasády školní vily tvoří režné zdivo doplněno čtyřmi bílými římsami korunní,dvěma patrovými a jednou nadokenní a soklem.
Sochařská výzdoba: na piedestalech navazujících na nízkou zídku před bývalým vstupem do budovy, jsou umístěny dvě pískovcové sochy. Sochy zachycují jircháře a koželuha při práci s kůžemi. Autorem tohoto sochařského díla je hradecký sochař Josef Škoda. Sochy byly k budově doplněny dodatečně v roce 1930.

## Konstrukční řešení
Základy školní budovy byly vykopány průměrně 8 m pod úrovní terénu až na únosný štěrk. Základy tovární budovy (cvičné koželužny) byly vykopány do hloubky 7,5 m a provedeny z betonu s rozšířením patek až na 2 m vzhledem k očekávanému značnému zatížení prvního podlaží.
Při stavbě budovy školy byl uplatněn koncept horizontálních nosných železobetonových konstrukcí v kombinaci s cihelným zdivem. Stropy jsou železobetonové s vložkami Symplex. následně doplněné o podhled z akulitových desek. V nárožní věži se nachází původní pilířové schodiště s žulovými stupni, kde jsou schodnice uloženy na podestových nosnících podporovaných pilíři s cihelným povrchem.
Cvičná koželužna s halovým prostorem měla ryze průmyslovou funkci, která byla demonstrována přiznaným železobetonovým skeletem. Jednalo se o dvoutraktovou halu s nosnými železobetonovými pilíři bez střední zdi.  

## Fotogalerie

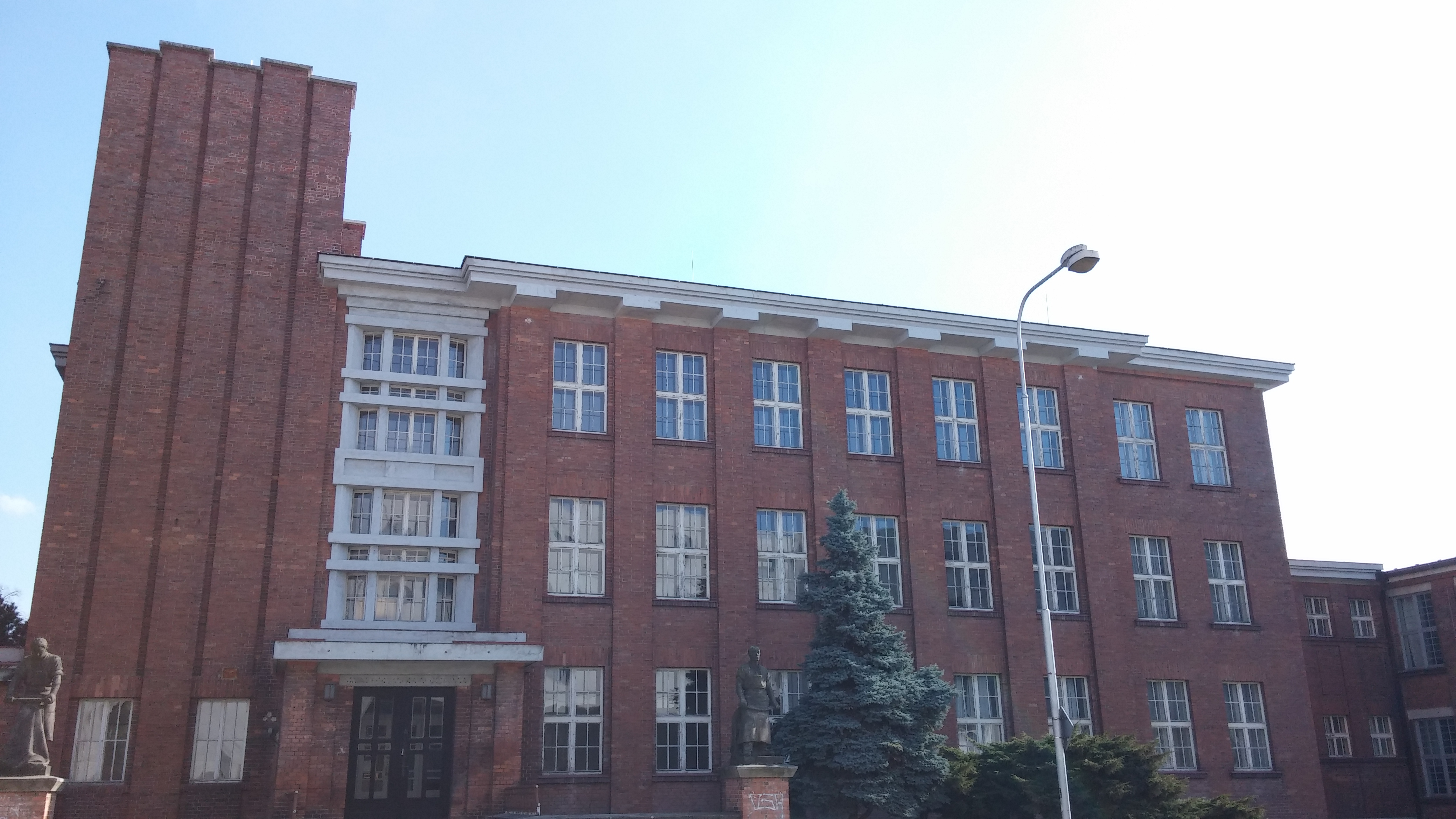
Státní odborná škola koželužská – pohled z Hradeké ulice
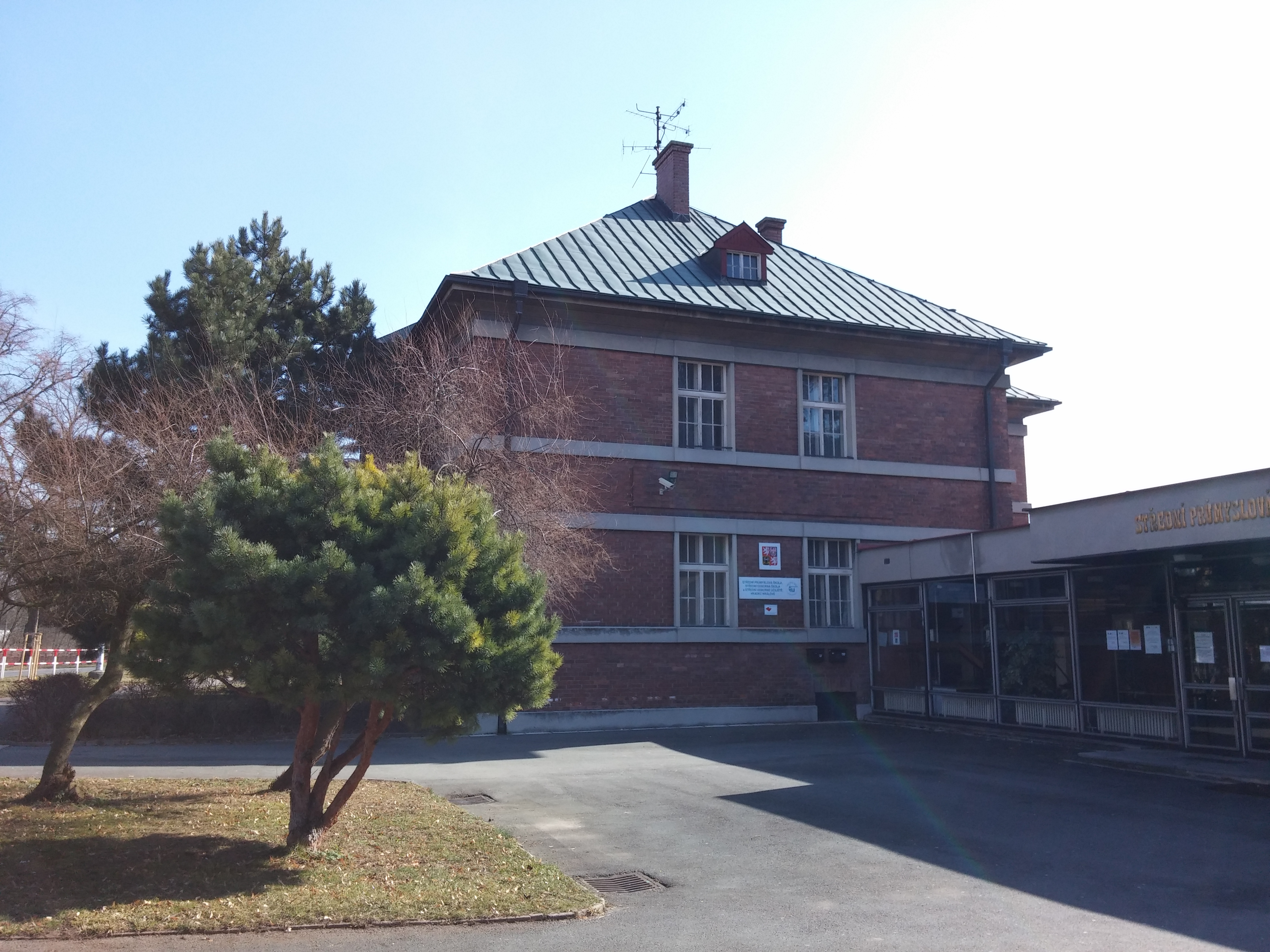
Státní odborná škola koželužská – vila ředitele
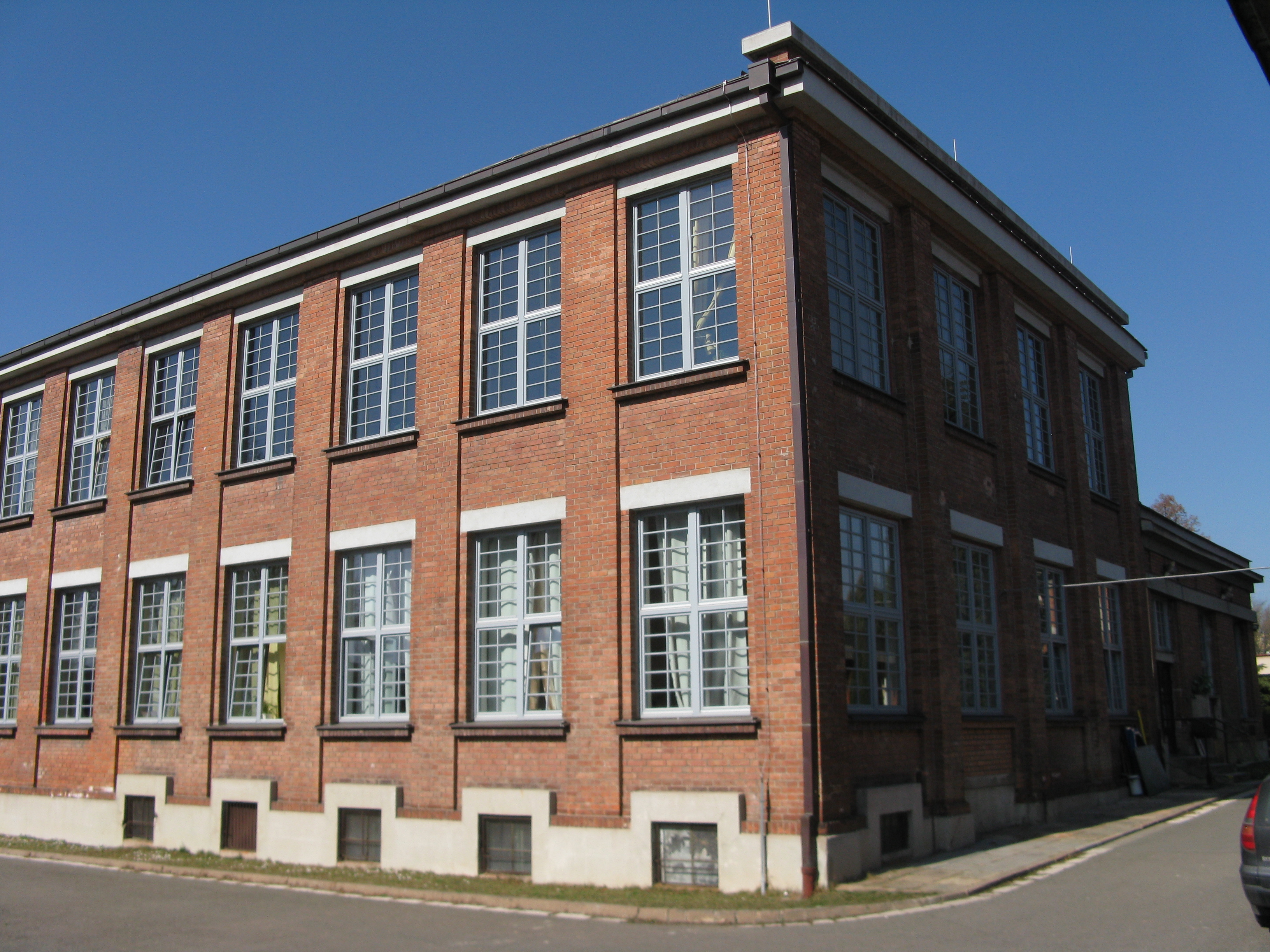
Státní odborná škola koželužská – dílny
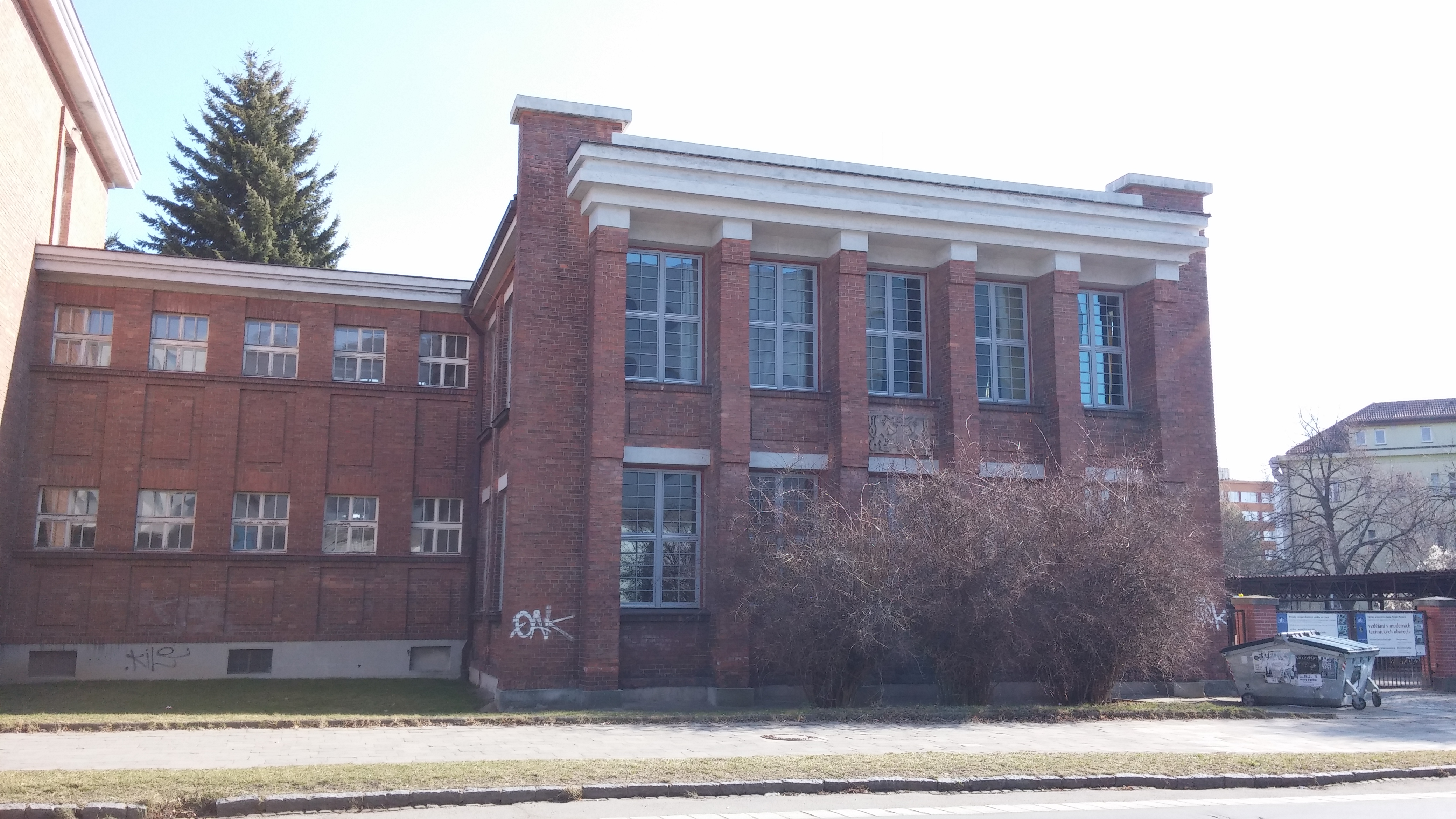
Státní odborná škola koželužská – pohled na dílny z Hradecké ulice
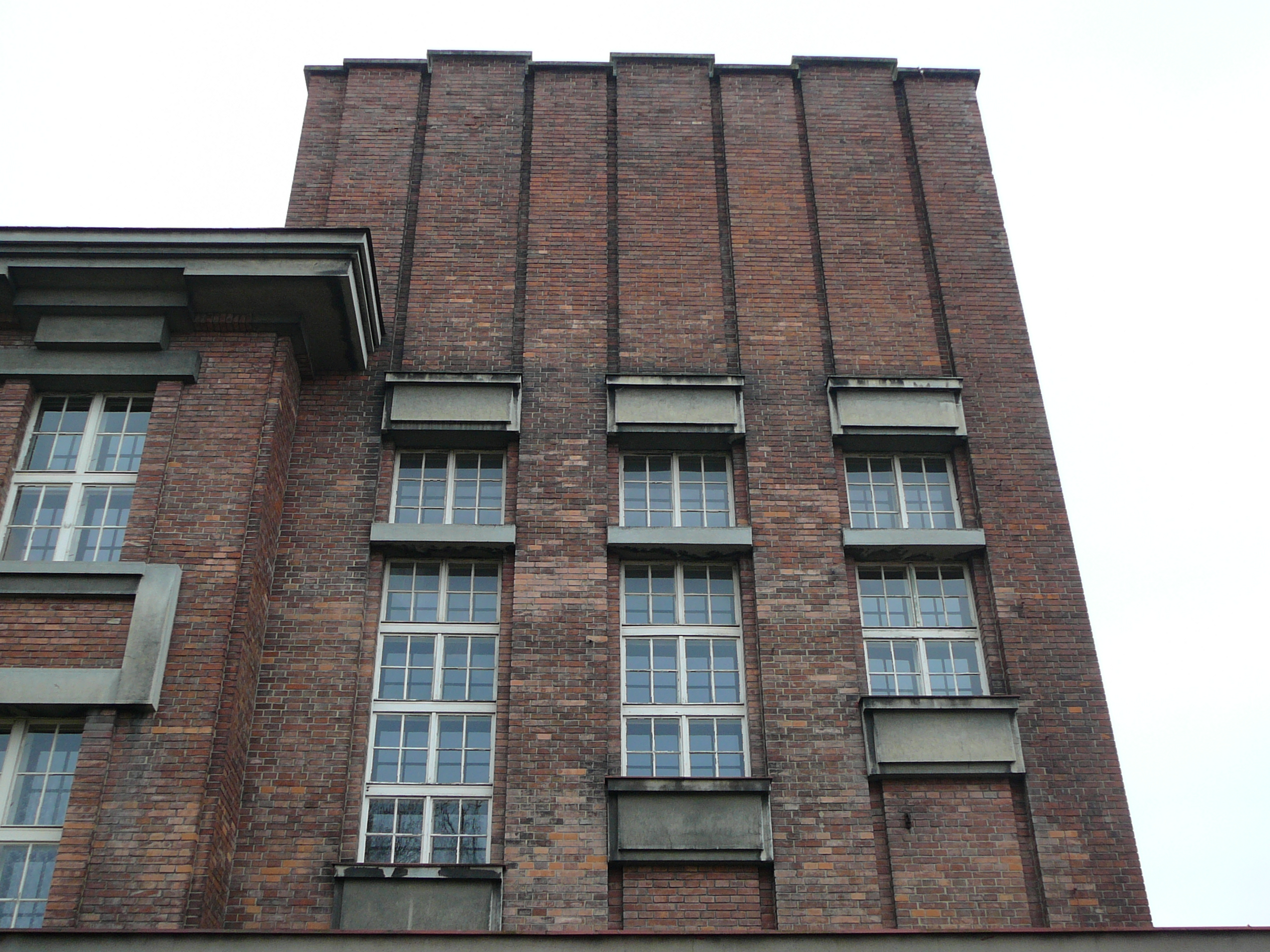
Státní odborná škola koželužská – pohled na věž z Brněnské ulice
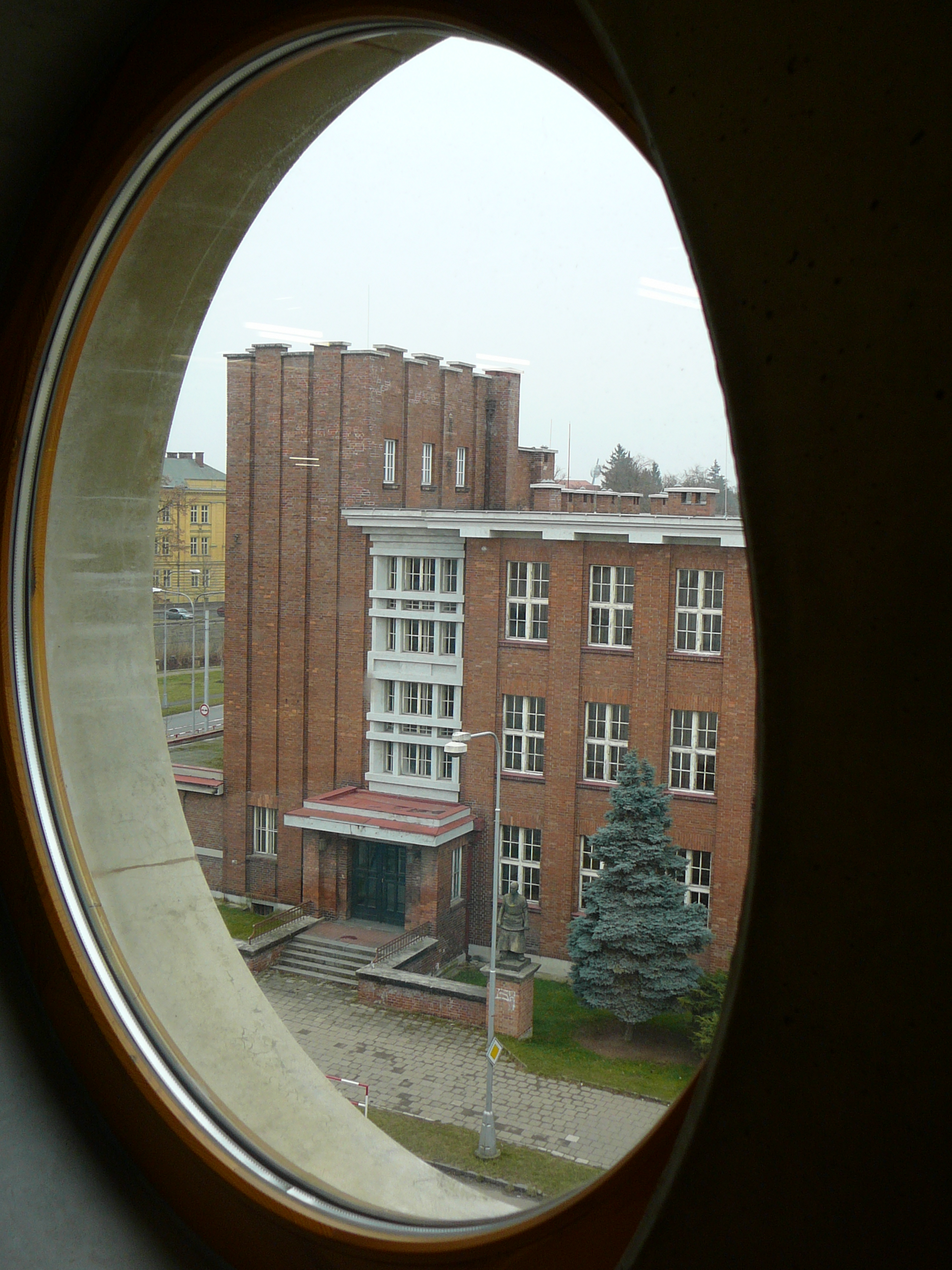
Státní odborná škola koželužská – pohled z vědecké knihovny
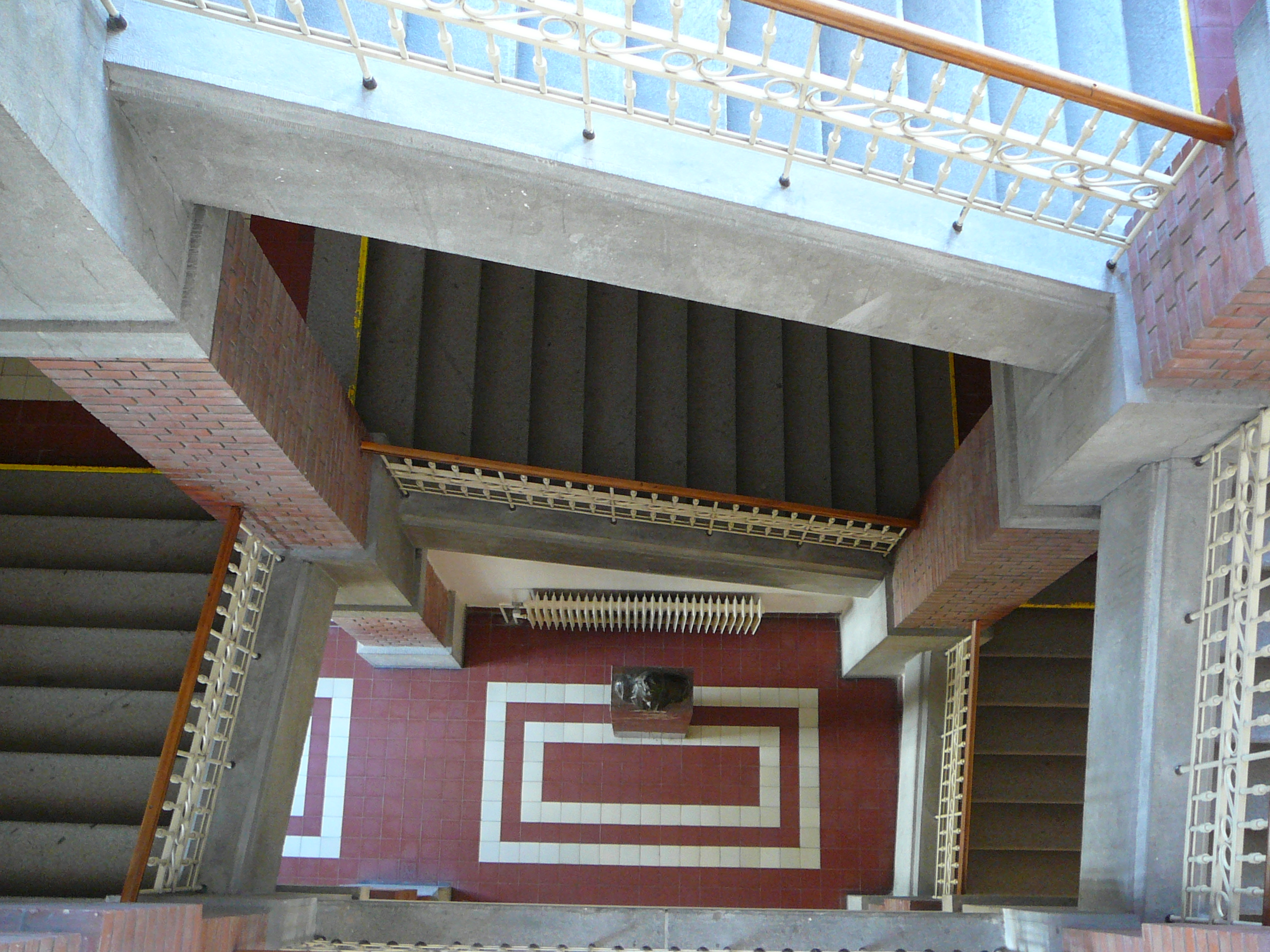
Státní odborná škola koželužská – hlavní schodistě